# Any dels quatre emperadors

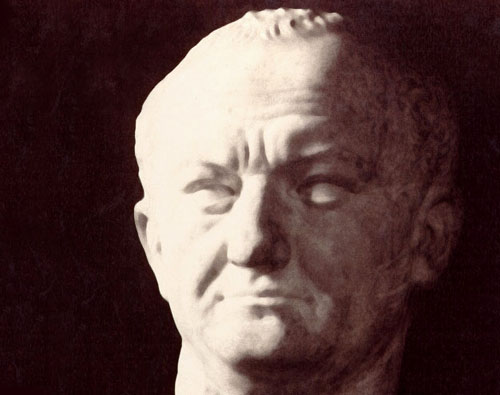
Vespasià

L'Any dels quatre emperadors és com es coneix un breu període de guerra civil de l'antiga Roma que succeí l'any 69 dC. Després del suïcidi forçat de Neró el juny del 68 dC va seguir un breu període de guerra civil, la primera des de la mort de Marc Antoni el 31 aC. El conflicte va durar poc més d'un any, i durant aquells agitats mesos Roma veuria vestir la porpra a quatre emperadors diferents. Se succeirien un darrere l'altre com a governants suprems de Roma, Galba, Marc Salvi Otó, Vitel·li i, finalment, Vespasià. Aquest darrer seria qui aconseguiria finalment estabilitzar l'imperi i instal·lar una nova línia hereditària en el poder, la dinastia Flàvia.
Aquest període de guerra civil va suposar un greu revés al desenvolupament de l'Imperi Romà. El desordre polític i militar que va generar va tenir serioses implicacions originant, entre altres problemes, la revolta de Batàvia.